# 13 jours, 13 nuits
13 jours, 13 nuits è un film del 2025 diretto da Martin Bourboulon.
È basato sul libro di memorie 13 jours, 13 nuits dans l'enfer de Kaboul del commandant divisionnaire della Police nationale Mohamed Bida, responsabile dell'evacuazione di 142 cittadini francesi e 2 630 afghani rifugiatisi nell'ambasciata francese durante la caduta di Kabul nel 2021.

## Trama
Il 15 agosto 2021, col ritiro delle truppe americane nel pieno dell'offensiva talebana, il commandant divisionnaire della PN Mohamed Bida, franco-algerino a due settimane dalla pensione di stanza in Afghanistan dal 2017, si trova, in quanto addetto alla sicurezza dell'ambasciata francese a Kabul, a coordinare l'evacuazione del personale ivi ancora presente e di tutte le altre persone che vi si sono rifugiate, tra cui interpreti militari, civili afghani e attivisti umanitari, per un totale di oltre 400 persone. Con la città ormai nelle mani dei talebani, Bida, assistito solo da un pugno di uomini della RAID e in contatto con l'ambasciatore già in salvo, deve negoziare un passaggio sicuro per l'aeroporto della capitale, a 5 km di distanza dall'ambasciata assediata.

## Produzione
Le riprese si svolte interamente in Marocco; sono cominciate il 20 maggio 2024 a Casablanca e sono terminate il 3 agosto seguente a Kenitra.

## Promozione
Il trailer del film è stato diffuso online il 28 aprile 2025.

## Distribuzione
Il film sarà presentato in anteprima il 23 maggio 2025 fuori concorso al 78º Festival di Cannes, venendo poi distribuito nelle sale cinematografiche francesi dalla Pathé a partire dal 27 giugno 2023.